# Coptocephala dedicata
Coptocephala dedicata là một loài bọ cánh cứng trong họ Chrysomelidae. Loài này được Kantner & Bezdek miêu tả khoa học năm 2007.